# 룩셈부르크의 구

룩셈부르크의 행정 구역

룩셈부르크는 3개 구(프랑스어: districts, 독일어: Distrikte, 룩셈부르크어: Distrikter)로 구성되어 있으며 이들 구는 12개 주와 116개 지방 자치체로 나뉜다.
- 디키르히구 (Diekirch)
  - 클레르보주 (Clervaux)
  - 디키르히주 (Diekirch)
  - 레당주주 (Redange)
  - 비앙덴주 (Vianden)
  - 빌츠주 (Wiltz)
- 그레벤마허구 (Grevenmacher)
  - 에히터나흐주 (Echternach)
  - 그레벤마허주 (Grevenmacher)
  - 레미히주 (Remich)
- 룩셈부르크구 (Luxembourg)
  - 카펠렌주 (Capellen)
  - 에슈쉬르알제트주 (Esch-sur-Alzette)
  - 룩셈부르크주 (Luxembourg)
  - 메르슈주 (Mersch)

## 같이 보기
- 룩셈부르크의 행정 구역
- 룩셈부르크의 주
- ISO 3166-2:LU